# Łokomotiw Ruse
Łokomotiw Ruse (bułg. ФК Локомотив (Русе)) – bułgarski klub piłkarski, mający siedzibę w mieście Ruse, na północy kraju, grający od sezonu 2021/22 w rozgrywkach Trzeciej ligi.

## Historia
Chronologia nazw:
- 04.12.1930: ŻSK Ruse (bułg. ЖСК [Железничарски спортен клуб] (Русе))
- 10.1945: NFD Łokomotiw Ruse (bułg. НФД Локомотив (Русе))
- 16.02.1949: Żelezniczar - sekcja FD Dunaw Ruse (bułg. Железничар - сектор на ФД [Физкултурно дружество]  „Дунав“) – po fuzji z Dinamo Ruse i Rusenec Ruse, tworząc Dunaw Ruse
- 10.1949: DSO Torpedo Ruse (bułg. ДСО [Доброволна спортна организация] Торпедо (Русе))
- 01.01.1951: DSO Łokomotiw Ruse (bułg. ДСО Локомотив (Русе))
- 04.05.1957: DFS Łokomotiw Ruse (bułg. ДФС [Дружество за физкултура и спорт] Локомотив (Русе))
- 1959: DFS Dunaw Ruse (bułg. ДФС Дунав (Русе) – po fuzji z Dunaw Ruse i Partizanin Ruse
- 1962: DFS Łokomotiw Ruse (bułg. ДФС Локомотив (Русе)) – po rozpadzie fuzji
- 30.10.1972: Łokomotiw - sekcja TDFS Dunaw Ruse (bułg. Локомотив - спортен клуб към ТДФС [Транспортно дружество за физкултура и спорт] „Дунав“ (Русе) – po fuzji z Dunaw Ruse
- 14.11.1979: DFS Łokomotiw Ruse (bułg. ДФС Локомотив (Русе)) – po rozpadzie fuzji
- 08.1992: FK Korabostroiteł Ruse (bułg. ФК Корабостроител (Русе))
- 07.1995: FK Łokomotiw Ruse (bułg. ФК Локомотив (Русе))
- 16.07.2001: FK Łokomotiw-Czikago Ruse (bułg. Локомотив-Чикаго (Русе)) – po fuzji z Czikago Atletik (Trystenik)
- 29.07.2002: klub rozwiązano
- 23.06.2016: FK Łokomotiw Ruse (bułg. ФК Локомотив (Русе))

Kolejowy klub sportowy ŻSK został założony w Ruse 4 grudnia 1930 roku przez grupę robotników miejscowej kolei. Piłka nożna trafiła do ówczesnych warsztatów kolejowych w 1926 roku, a w 1928 roku utworzono tu drużynę piłkarską, która po dwóch latach sporów z kierownictwem Obwodu Sportowego Ruse otrzymała swoją rejestrację.
Klub został włączony do mistrzostw Obwodu Sportowego Ruse od sezonu 1931/32. Przez dłuższy czas zespół nie potrafił zakwalifikować się do finałów mistrzostw Bułgarii. Dopiero w sezonie 1941/42 został mistrzem Obwodu Sportowego Ruse, i zakwalifikował się do turnieju finałowego na szczeblu centralnym. W finałowej części mistrzostw klub już w pierwszej rundzie przegrał 0:4 z Ticza Warna. W następnym 1943 roku klub osiągnął największy sukces, najpierw w pierwszej rundzie wygrał 4:2, 4:2 z Lewskim Dobricz, w 1/8 finale zwyciężył 2:4, 6:1 z Władysławem Warna, ale w ćwierćfinale przegrał 1:6, 3:1 z Lewskim Płowdiw.
Pod koniec 1945 roku, po pierwszych poważnych zmianach w Bułgarii i narzuceniu nowego rządu komunistycznego, klub przemianowano na Łokomotiw na wzór sowiecki. Niestety, inne stare drużyny Ruse nie spotkały tego samego losu i zostały praktycznie zdepersonalizowane i rozwiązane w pierwszych latach po 9 września 1944. W powojennych latach klub był najsilniejszy w regionie, wygrywając trzykrotnie rok po roku mistrzostwa Obwodu Sportowego Ruse w 1946, 1947, 1948, ale w turnieju finałowym na szczeblu centralnym zatrzymywał się zawsze na 1/8 finału. W 1946 klub dotarł do półfinału Pucharu Bułgarii.
Klub istniał samodzielnie do 16 lutego 1949 roku, a potem połączył się z miejscowymi klubami Dinamo Ruse i Rusenec Ruse. W wyniku fuzji powstał nowy klub o nazwie NFD [Narodno Fizkulturno Drużstwo] Dunaw Ruse. Nowa zjednoczona drużyna kontynuuje występy w wiosennym półsezonie mistrzostw zony Dunaw z atutami i programem Łokomotiwu, który w jesiennych zestawieniach zajmował pierwsze miejsce przed Rusencem i Dinamo.
Tradycja kolejarzy jest jednak zachowana, ponieważ Łokomotiw jako jedyny pozostał praktycznie jednym z zespołów sektorowych (robotniczych) nowego klubu Dunaw. 
27 sierpnia 1949 roku Komitet Centralny Bułgarskiej Partii Komunistycznej podjął decyzję o reorganizacji ruchu sportowego w Bułgarii na wzór sowiecki. 27 września 1949 roku Naczelna Komisja Wychowania Fizycznego i Sportu (WKFS) podjęła konkretne działania w celu jego realizacji. Podobnie do struktury w ZSRR zostały stworzone dobrowolne organizacje sportowe na zasadzie wydziałów w odpowiednich branżowych związkach zawodowych. Jesienią 1949 roku klub Dunaw został przekształcony na DSO Torpedo (Ruse).
W 1950 roku zespół Torpedo zdobył mistrzostwo Północnej B Grupy (D2) i awansował do A Grupy. Pod koniec tego samego roku stało się jasne, że powstanie kolejny DSO – Łokomotiw, który zjednoczy pracowników transportu i oddzieli się od istniejącego DSO Torpedo. Oficjalnie, 1 stycznia 1951 roku, powstaje DSO Łokomotiw (Ruse), który oddzielił się od Dunawu i samodzielnie rozpoczął występy, zaczynając od trzeciej ligi (Rusenska A Okręgowa Futbolowa Grupa). W 1953 zdobył awans do B Grupy, ale już nigdy w swojej historii nie awansował na pierwszy poziom, występując w drugiej lub trzeciej ligach.
Wprowadzony w sierpniu 1949 roku model "DSO - Dobrowolnych Sportowych Organizacji" (bułg. ДСО – Доброволна спортна организация) został zniesiony wiosną 1957 roku decyzją ponownie Komitetu Centralnego Bułgarskiej Partii Komunistycznej. Zgodnie z tą decyzją przywrócono zasadę terytorialno-produkcyjną, na której wcześniej budowane są bułgarskie związki sportowe. Tym samym wiosną 1957 roku dotychczasowe DSO zostały przekształcone w "DFS - Towarzystwo Wychowania Fizycznego i Sportu" (bułg. ДФС – Дружество за физкултура и спорт), zlokalizowane w różnych rejonach dużych miast. W tym samym czasie rozpoczął się proces odzyskiwania oryginalnych nazw: 4 maja 1957 roku DSO Łokomotiw Ruse zmienił nazwę na DFS Łokomotiw Ruse.
Wiodącą rolę w Ruse w tamtych latach przypisano DFS Dunaw, a Łokomotiw pełnił rolę nieoficjalnego satelity. Sytuacja ta stała się nawet dwukrotnie oficjalna – w latach 1959-1962 oraz w latach 1972-1979, kiedy Łokomotiw znajdował się w strukturze DFS Dunaw, choć zachował niezależność jako osobny klub sportowy. W pierwszym okresie w zjednoczonym DFS Dunaw połączono trzy kluby istniejące do wiosny 1959 roku - Dunaw, Łokomotiw i Partizanin. Jesienią 1972 roku nowy związek przyjął oficjalną nazwę - Transportowe Towarzystwo Wychowania Fizycznego i Sportu (TDFS) Dunaw. W listopadzie 1979 roku TDFS Dunaw został ponownie podzielony na dwie części - DFS Dunaw i DFS Łokomotiw. Nie zmieniło to jednak obrazu pod względem hierarchii klubów w mieście aż do upadku komunizmu w listopadzie 1989 roku. Lepsi zawodnicy byli służbowo przeniesione do Dunawu.
W 1981 roku powstały obecne W Grupy (D3), a klub był jednym z pierwszych uczestników północno-wschodniej grupy. Od 1983 roku również rozgrywki Pucharu Bułgarii zostały podzielone na dwa puchary - Puchar Ludowej Republiki Bułgarii i mniejszy Puchar Armii Sowieckiej. W sezonie 1985/86 zespół dotarł do ćwierćfinału Pucharu LRB, a 1988/89 zagrał w półfinale Pucharu AS.
Zmiany polityczne i społeczne w Bułgarii po upadku komunizmu w 1989 roku doprowadziły do poważnego kryzysu gospodarczego. W 1992 roku Bułgarskie Koleje wycofały się z klubu. Zaledwie kilka godzin przed rozpoczęciem sezonu 1992/93 nowym przewodniczącym klubu został wybrany prezes firmy Stoczni Ruse Penko Dimitrow. Następnie w połowie sezonu klub został przemianowany na Korabostroiteł, a tradycyjne czerwono-czarne kolory zostały zastąpione biało-niebieskimi, podobnie do barw miejscowych rywali Dunaw, co było wielkim szokiem dla wszystkich fanów Łokomotiwu. W sezonie 1994/95 klub po raz drugi osiągnął najwyższą pozycję w historii występów na drugim poziomie - 5 miejsce w klasyfikacji końcowej B Grupy. Kilka rund przed końcem sezonu dokonano okrutnego odkrycia. Brakowało 15 000 000 BGN Stoczni Ruse. Firma została ogłoszona bankrutem, a prezes Penko Dimitrow aresztowany, więc drużyna musiała zakończyć sezon bez żadnych środków finansowych.
Po bankructwie Stoczni wybrano nowy zarząd klubu. Latem 1995 roku przywrócono historyczną nazwę klubu Łokomotiw, a w 1997 po raz kolejny spadł do trzeciej ligi.
Latem 2001 klub popadł w poważny kryzys finansowy, a udział zespołu w mistrzostwach 2001/02 stał pod znakiem zapytania. Konieczne było zjednoczenie się z innym przedstawicielem regionu Ruse w Północno-wschodniej W Grupie - Czikago Atletik (Trystenik). Pod nową nazwą Łokomotiw-Czikago zjednoczona drużyna zaprezentowała się bez zarzutu i bez żadnych problemów wywalczyła pierwsze miejsce oraz bezpośredni awans do B Grupy. W końcu okazało się, że agonia poprzedniego lata przedłużyła się o rok, bo 29 lipca 2002 roku zarząd ogłosił upadłość i rozwiązał klub.
W latach 2002–2016 klub praktycznie nie istniał. W czerwcu 2016 roku klub otrzymał nową rejestrację sądową i wznowił swoją działalność, jednocząc kierownictwo sportowe i techniczne oraz sportowców FK Marisan (Ruse) i dziecięcej szkoły FK Ruse. W sezonie 2016/17 zespół startował w rozgrywkach reorganizowanej Tretej ligi, zajmując 6.miejsce. W sezonie 2019/20 pierwszy zespół wycofał się z rozgrywek Seweroiztocznej tretej ligi, nadal funkcjonowała tylko dziecięco-młodzieżowa szkoła klubu, w której różne grupy wiekowe zgłosiły się do udziału w oficjalnych mistrzostwach Bułgarskiego Związku Piłki Nożnej. Sezon 2020/21 klub rozpoczął od najniższego poziomu w Obłastnej grupie Ruse - Iztok (D4), zajmując piąte miejsce. Od sezonu 2021/22 występuje w Seweroiztocznej tretej lidze.

## Barwy klubowe, strój, herb, hymn
|  |  |

Klub ma barwy czerwono-czarne. Piłkarze domowe spotkania zazwyczaj grają w pasiastych pionowo czerwono-czarnych koszulkach, czarnych spodenkach oraz czerwonych getrach.

## Sukcesy

### Trofea międzynarodowe
Do chwili obecnej klub jeszcze nigdy nie zakwalifikował się do rozgrywek europejskich.

### Trofea krajowe
| \| \| Zdobyte trofea w rozgrywkach Bułgarii (stan na: 31-05-2021) \| |                                                             |      |                                                                  |
| Rozgrywki                                                            | Osiągnięcie                                                 | Razy | Sezon(y)                                                         |
| · Mistrzostwo                                                        | I miejsce                                                   | 0    |                                                                  |
| · Mistrzostwo                                                        | II miejsce                                                  | 0    |                                                                  |
| · Mistrzostwo                                                        | III miejsce                                                 | 0    |                                                                  |
| · Mistrzostwo                                                        | ćwierćfinalista                                             | 1    | 1943                                                             |
| Puchar                                                               | zdobywca                                                    | 0    |                                                                  |
| Puchar                                                               | finalista                                                   | 0    |                                                                  |
| Puchar                                                               | półfinalista                                                | 1    | 1946                                                             |
| II liga                                                              | I miejsce                                                   | 0    |                                                                  |
| II liga                                                              | II miejsce                                                  | 0    |                                                                  |
| II liga                                                              | III miejsce                                                 | 0    |                                                                  |
| II liga                                                              | 5.miejsce                                                   | 2    | 1955 (Seweroiztoczna B grupa), 1994/95 1994/95 (Sewerna B grupa) |
| Bułgaria                                                             | Zdobyte trofea w rozgrywkach Bułgarii (stan na: 31-05-2021) |      |                                                                  |

- W RFG (III poziom):
  - mistrz (7): 1964/65 (zona Dunaw), 1966/67 (zona Czerno more), 1973/74 (zona Jantra), 1983/84, 1987/88, 1991/92, 2001/02 (Seweroiztoczna W grupa)

- Gradsko pyrwenstwo na Ruse i Rusenskata sportna obłast:
  - mistrz (5): 1941/42, 1942/43, 1945/46, 1946/47, 1947/48
  - wicemistrz (4): 1935/36, 1936/37, 1940/41, 1944/45
  - 3.miejsce (2): 1937/38, 1939/40

## Poszczególne sezony

### Rozgrywki międzynarodowe

#### Europejskie puchary
Nie uczestniczył w rozgrywkach europejskich.

### Rozgrywki krajowe
| \| Bułgaria \| Bilans występów klubu w rozgrywkach piłkarskich Bułgarii (Stan na 31 maja 2021 r.) \| \| |                                                                                       |        |       |   |   |   |    |    |     | |        |        |      |
| Poziom                                                                                                  | Rozgrywki                                                                             | Sezony | Mecze | Z | R | P | B+ | B– | Pkt | Lata | Awanse | Spadki | Naj. |
| I | Dyrżawno pyrwenstwo / Nacionałna futbołna diwizija / Republikansko pyrwenstwo / A PFG | 5      |       |   |   |   |    |    |     | 1942–1943, 1945–1948                                                                                                 | 0      | 5      | 1/4  |
| II | B RPG / Wtora PFG / Pyrwa PFL / B PFG / Wtora PFL                                     | 36     |       |   |   |   |    |    |     | 1931–1933, 1935–1949, 1953–1956, 1965/66, 1967–1973, 1974/75, 1984–1986, 1988/89, 1992–1997                          | 5      | 9      | 5    |
| III | W PFG / Treta amatorska futbołna liga                                                 | 39     |       |   |   |   |    |    |     | 1933–1935, 1951–1952, 1957–1965, 1966/67, 1973/74, 1975–1984, 1986–1988, 1989–1992, 1997–2002, 2016–2020, od 2021/22 | 8      | 2      | 1    |
| IV | Obłastna futbołna grupa                                                               | 1      |       |   |   |   |    |    |     | 2020/21 | 1      | 0      | 5    |
| | Puchar Bułgarii                                                                       | 19     |       |   |   |   |    |    |     | od 1942 | 0      | 0      | 1/2  |
| Bułgaria                                                                                                | Bilans występów klubu w rozgrywkach piłkarskich Bułgarii (Stan na 31 maja 2021 r.)    |        |       |   |   |   |    |    |     | |        |        |      |

## Struktura klubu

### Stadion
Klub piłkarski rozgrywał swoje mecze domowe na stadionie Łokomotiw w Ruse, który może pomieścić 10.000 widzów (w tym 2 tys. miejsc siedzących).

## Kibice i rywalizacja z innymi klubami

### Derby
- Angeł Kynczew Ruse
- Ariston Ruse
- Dinamo Ruse
- Dobrudża Ruse
- Dunaw Ruse
- Lewski Ruse
- Napredyk Ruse
- Partizanin Ruse (SKNA)
- Rakowski Ruse
- Spartak Ruse